# أوبل كاسكادا
أوبل كاسكادا (بالإنجليزية: Opel Cascada)‏ هي سيارة من صناعة أوبل أنتجت في 2013.